# Nostalgija
Nostalgija (stgrč. nóstos, povratak, prošlost; álgos, bol) označava tugu ili čežnju za nečim što više ne postoji.

## Psihologija
Riječ je skovao njemački liječnik J. Hofer godine 1688. za dijagnozu tuge kod švicarskih vojnika plaćenika, koji su odavno bili odvojeni od domovine u inozemstvu.
U psihologiji morbidna nostalgija je tuga za minulim vremenima. Pacijent obično idealizira prošlost za razliku od sadašnjosti. Razlog može biti gubitak sigurnosti u životu ili čak i jednostavno starenje. 